# Кобалевиця
Кобале́виця — село в Україні, у Закарпатській області, Хустському районі. Входить до складу Іршавської міської громади.

## Історія
Історичні назви: 1645: Gal Falva, 1649: Gálfalva, 1773: Gálfalva, Gobalowicza, 1808: Gálfalva, Holowyca, Gobolovicza, Kobolovicza, 1851: Gálfalva (Gobolovicza), 1877: Gálfalva, Kobalevica, Kobalyovica, 1913: Gálfalva, 1925: Kobalevice, Kobalovice, 1944: Gálfalva, Кобаловица, 1983: Кобалевиця, Кобалевица.
На деяких картографічних ресурсах помилково позначене як Кобаловиця.
Кобалевиця вперше згадується в грамоті королеви Єлизавети в 1383 році.
У середині XIX століття тут поселились німецькі родини, нащадки яких на сьогоднішній день складають трохи менше половини населення села.
Єдиною культовою спорудою у Кобалевиці була дерев'яна конструкція, яка утримувала дзвін, захищений дашком. Згодом довкола неї збудували каркасну дзвіницю. 10 вересня Апостольский нунцій в Україні архієпископ Антоніо Франко освятив наріжний камінь майбутнього мурованого костелу на терені біля дзвіниці. Будівництво, яке вели коштом єпископату та допомоги з Німеччини, було завершено 1996 року. 9 листопада цього року храм освятив єпископ Антал Майнек. Святинею послуговуються також греко-католики.

## Присілки
Мала Ілошва
Мала Ілошва - колишнє село в Україні, в Закарпатській області.
Обєднане з селом Кобалевиця
Згадки: 1543: Kÿs Iloſwa, 1544: Kÿs Iloſwa, 1650: Kisilosva, 1682: Kisilosva

## Населення
Згідно з переписом УРСР 1989 року чисельність наявного населення села становила 114 осіб, з яких 58 чоловіків та 56 жінок.
За переписом населення України 2001 року в селі мешкало 126 осіб.

### Мова
Розподіл населення за рідною мовою за даними перепису 2001 року:
| Мова       | Відсоток |
| ---------- | -------- |
| українська | 96,83 %  |
| російська  | 1,59 %   |
| німецька   | 0,79 %   |
| інші       | 0,79 %   |